# خواكين لاريفي
خواكين أوسكار لاريفي (بالإسبانية: Joaquín Oscar Larrivey)‏ الشهير باسم خواكين لاريفي (مواليد 20 أغسطس 1984 في بوينس آيرس - الأرجنتين) لاعب كرة قدم أرجنتيني يلعب حاليا لصالح نادي الدرجة الأولى كالياري الإيطالي منذ 2007 في مركز المهاجم .

## روابط خارجية
- خواكين لاريفي على موقع رابطة كرة القدم اليابانية للمحترفين (اليابانية)
- خواكين لاريفي على موقع قاعدة بيانات كرة القدم.إي يو (الإنجليزية)
- خواكين لاريفي على موقع Soccerway.com (الإنجليزية)
- خواكين لاريفي على موقع عالم كرة القدم.نت (الإنجليزية)
- خواكين لاريفي على موقع كووورة
- خواكين لاريفي على موقع AS.com (الإسبانية)